# 奥拉西坦
奥拉西坦（开发代号：ISF 2522）是一种有机化合物，化学式C6H10N2O3，有微弱的兴奋剂作用，可作为益智藥。